# 学校法人神奈川朝鮮学園
学校法人神奈川朝鮮学園（がっこうほうじんかながわちょうせんがくえん）は、神奈川県内にて複数の朝鮮学校を運営する学校法人。なお、運営される学校は全て法的には各種学校である。

## 設置している学校
- 中学校・高等学校相当
  - 神奈川朝鮮中高級学校
- 小学校・中学校相当
  - 川崎朝鮮初級学校(旧:川崎朝鮮初中級学校 中級部は2005年に神奈川朝鮮中高級学校と合併)（幼稚園相当の幼稚班をもつ）
- 小学校相当
  - 横浜朝鮮初級学校
  - 鶴見朝鮮初級学校
  - 南武朝鮮初級学校（幼稚園相当の幼稚班をもつ）